# Barremium
| ❮ | System      | Serie       | Stufe         | ≈ Alter (mya) |
| ❮ | später      | später      | später        | jünger        |
| - | ----------- | ----------- | ------------- | ------------- |
| ❮ | K r e i d e | Oberkreide  | Maastrichtium | 66 ⬍ 72       |
| ❮ | K r e i d e | Oberkreide  | Campanium     | 72 ⬍ 83,6     |
| ❮ | K r e i d e | Oberkreide  | Santonium     | 83,6 ⬍ 86,3   |
| ❮ | K r e i d e | Oberkreide  | Coniacium     | 86,3 ⬍ 89,7   |
| ❮ | K r e i d e | Oberkreide  | Turonium      | 89,7 ⬍ 93,9   |
| ❮ | K r e i d e | Oberkreide  | Cenomanium    | 93,9 ⬍ 100,5  |
| ❮ | K r e i d e | Unterkreide | Albium        | 100,5 ⬍ 112,9 |
| ❮ | K r e i d e | Unterkreide | Aptium        | 112,9 ⬍ 126,3 |
| ❮ | K r e i d e | Unterkreide | Barremium     | 126,3 ⬍ 130,7 |
| ❮ | K r e i d e | Unterkreide | Hauterivium   | 130,7 ⬍ 133,9 |
| ❮ | K r e i d e | Unterkreide | Valanginium   | 133,9 ⬍ 139,3 |
| ❮ | K r e i d e | Unterkreide | Berriasium    | 139,3 ⬍ 145   |
| ❮ | früher      | früher      | früher        | älter         |

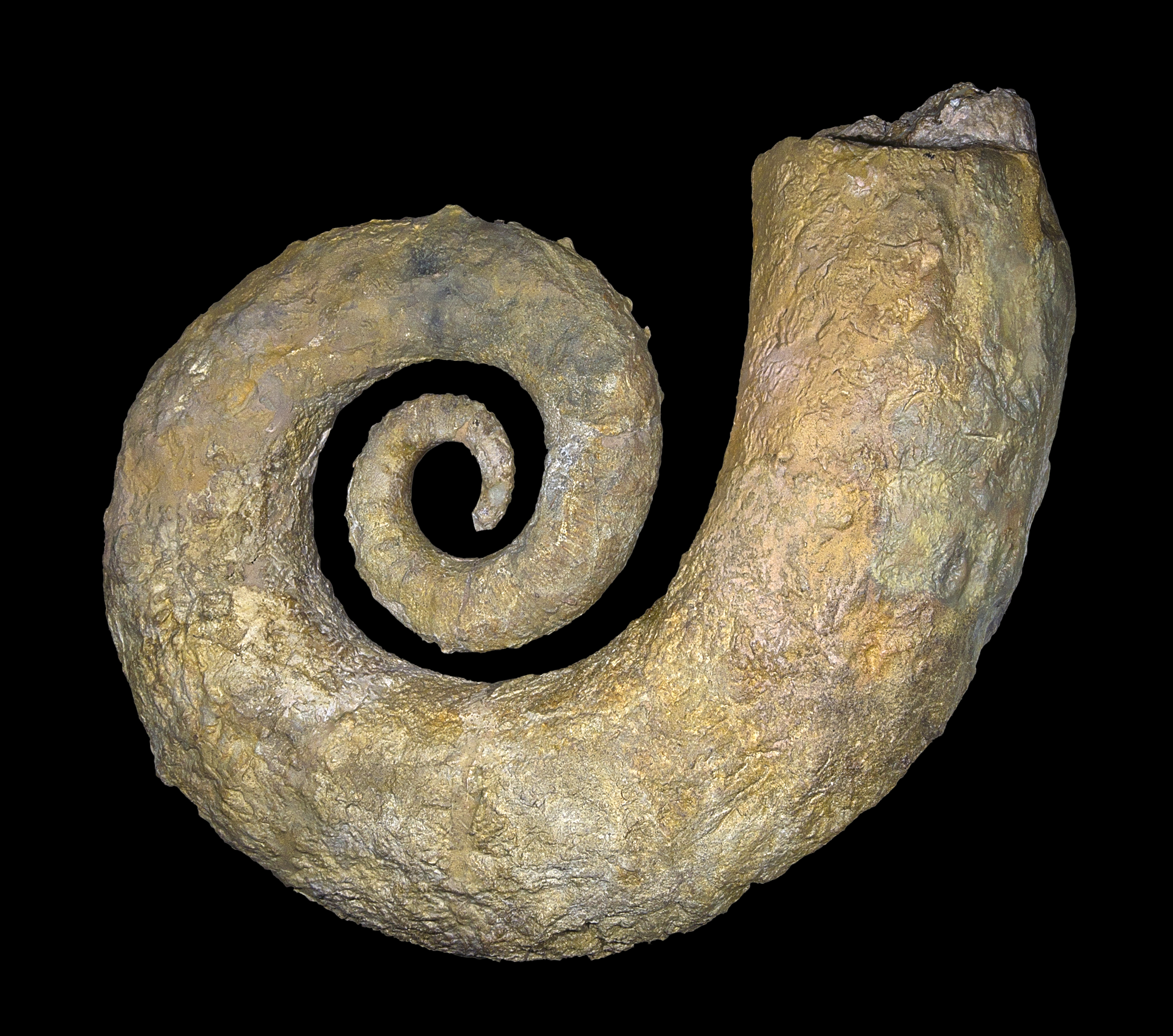
Emericiceras emerici – Barremium – Museum von Toulouse

Das Barremium (im deutschen Sprachgebrauch auch häufig verkürzt zu Barrême) ist in der Erdgeschichte eine chronostratigraphische Stufe der Unterkreide. In absoluten Zahlen (geochronologisch) umfasst die Stufe den Zeitraum von etwa 130,7 bis etwa 126,3 Millionen Jahren. Das Barremium folgt auf das Hauterivium und wird vom Aptium abgelöst.

## Namensgebung und Geschichte
Die ursprüngliche Typlokalität für die Stufe liegt in der Nähe des Ortes Barrême (Département Alpes-de-Haute-Provence, Frankreich). Henri Coquand schlug die Stufe und den Namen 1873 vor.

## Definition und GSSP
Die Stufe beginnt mit dem Ersteinsetzen der Ammoniten-Art Spitidiscus hugii und endet mit der Magnetanomalie M0. Ein GSSP (globale Typlokalität und Typprofil) wurden bisher noch nicht abschließend festgelegt.

## Untergliederung
Zur weiteren Untergliederung der Stufe sind im Tethysbereich elf Ammoniten-Biozonen ausgeschieden worden.
- Pseudocrioceras waagenoides
- Colchidites sarasini
- Imerites giraudi
- Hemihoplites feraudianus
- Gerhardtia sertousi
- Ancyloceras vandenheckii
- Coronites darsi
- Kotetishvilia compressissima
- Nicklesia pulchella
- Nicklesia nicklesi
- Spitidiscus hugii